# Hakushaku to Yōsei
Hakushaku to Yōsei (伯爵と妖精 lit. El Conde y el hada?) es una novela ligera escrita por Mizue Tani y publicada en Japón por Shueisha. La historia es serializada en la Revista Cobalt e ilustrada por Asako Takaboshi.
Shueisha también publicó 2 CD drama y una versión manga ha comenzado en la Margaret (revista). Una adaptación de anime comenzó a emitirse en septiembre de 2008.

## Argumento
La historia se desarrolla en la Inglaterra victoriana. De ello se desprende las aventuras de Lydia Carlton, de 17 años, quien es apodada "Doctora de hadas" debido a su interés en las hadas. Su vida toma un giro de 180 grados cuando conoce a Edgar J.C Ashenbert, el "Legendario Conde Caballero Azul" y su tripulación, en un viaje por mar a Londres. Edgar contrata a Lydia como asesora durante su búsqueda para obtener un tesoro; la espada que se suponía iba a ser entregada a él por su familia.

## Personajes
A menos que se indique lo contrario, la voz de los actores de los CD drama y el anime son las mismas.
- Lydia Carlton (リディア・カールトン?  17 años)

Seiyū: Nana Mizuki
Lydia tiene el don de ver hadas que heredó de su madre, es Dra. de Hadas de 17 años de edad y vive en Escocia. Es muy audaz y nunca abandona a las personas o hadas que la necesitan, ya que es una de las pocas personas que las puede ver. Se encuentra por primera vez con Edgar en Londres, ella tenía planeado visitar a su padre, pero todo fue una trampa, Edgar la contrato como su Dra. de Hadas. Sus rasgos distintivos son sus ojos verde olivo y su largo cabello color caramelo. Está enamorada de Edgar aunque no lo aparente mucho.
- Edgar J. C. Ashenbert (エドガー・J・C・アシェンバート?  20 años)

Seiyū: Hikaru Midorikawa
Se hace llamar El conde Caballero Azul. Tuvo una niñez muy perturbante, a los 12 años sufrió la muerte de toda su familia, siendo el asesino de su propio padre, y fue en ese momento que dejó su título de Lord. Fue vendido como esclavo y donde obtuvo su marca en la lengua en forma de Cruz. Ahora el quiere encontrar la espada de Merrow por tal motivo contrata a Lydia Carlton como su Dra. de Hadas. Sus rasgos distintivos son sus ojos malva cenizas y su cicatriz en forma de cruz en la lengua. Él en toda la serie trata de enamorar a Lydia.
- Nico (ニコ?)

Seiyū: Hiro Yūki
El Hada amigo de Lydia. Fue compañero de la madre de Lydia. Tiene la forma de un gato, aunque no le gusta ser tratado como tal, pero camina sobre dos patas. Le encanta vestir bien y mantiene una dieta propia de un conde. Su deber es cuidar de Lydia.
- Kelpie (ケルピー?)

Seiyū: Takehito Koyasu
Es un Duende amigo de Lydia. Es muy agradable a simple vista. Posee forma humana pero es en realidad es un feroz caballo acuático, come humanos pero dejó de hacerlo ya que Lydia no está de acuerdo, está enamorado de Lydia y se quiere casar con ella, pero Lydia hizo una promesa a la Luna, es por eso que él no puede obligarla a casarse. Como cualquier caballo acuático no soporta comer hígado y tiene el poder de purificar el agua.
- Raven (レイヴン?  18 años)

Seiyū: Tomokazu Sugita
Servidor de Edgar. Un misterioso chico con piel morena. Medio hermano de Ermine, él tiene sangre de Fae, es la encarnación de un espíritu maligno pero aun así Edgar lo aceptó y él se convirtió en un fiel servidor, él también está dispuesto a asesinar ya que posee un duendecillo que no puede controlar. Sus rasgos distintivos son sus ojos de color verde oscuro y su cabello negro azabache.

## Contenido de la obra

### Anime
El anime está adaptado de las novelas ligeras, comenzó a transmitirse en Japón. Es conformado por 12 episodios y sus características exactas son del elenco del CD drama. 

### Novelas ligeras
Hasta el momento se han publicado 28 volúmenes de las novelas ligeras en Japón por Shueisha.

### CD Drama
En septiembre de 2008, dos CD drama se han publicado en Japón por Shueisha.
| Volume | Title                                          | Publication Date    | ISBN                   |
| ------ | ---------------------------------------------- | ------------------- | ---------------------- |
| 1      | 伯爵と妖精 紳士の射止めかた教えます ({{{2}}}?) | 29 de junio de 2007 | ISBN 978-4-08-901154-6 |
| 2      | 伯爵と妖精 紳士の射止めかた教えます ({{{2}}}?) | 9 de mayo de 2008   | ISBN 978-4-08-901164-5 |

### Banda sonora
Opening
| # | Opening     | Opening | Opening     | Opening     | Opening   |
| # | Kana/kanji  | Rōmaji  | Traducción  | Intérprete  | Episodios |
| 1 | 『Feeling』 | Feeling | Sentimiento | AciD FLavoR | 1 - 12    |

Endings
| # | Ending       | Ending   | Ending     | Ending            | Ending    |
| # | Kana/kanji   | Rōmaji   | Traducción | Intérprete        | Episodios |
| 1 | 『My Fairy』 | My Fairy | Mi Hada    | Hikaru Midorikawa | 1 - 12    |

### Goods (bienes)

#### CD
「FEELING」/AciD FLavoR/「Sentimiento」/AciD FLavoR
- 発売日：2008年10月31日 | Fecha de venta: 31 de octubre de 2008
- 価格：1,200円(税込) | Precio: 1,200¥ (incluido impuestos)
- 発売元：5pb. | Editores: 5fp.
- 販売元：ポニーキャニオン | Empresa: Pony Canyon

- FEELING (TVアニメ「伯爵と妖精」OP曲) | Sentimiento (anime TV 「El conde y el hada」 canción del OP)
- Eyes on you | Ojos en ti
- FEELING (Off vocal) | Sentimiento (no vocal)
- Eyes on you (Off vocal) | Ojos en ti (no vocal)

【AciD FLavoR】Vo：SHIGERU　Drum：Taiju　Bass：Tei 　Guitar：Ryo